# Jean Moreau de Séchelles
Pour les articles homonymes, voir Moreau.
Cet article possède un paronyme, voir Jean Moreau.
Jean Moreau, puis Moreau de Séchelles ou Jean Moreau de Séchelles, né le 10 mai 1690 et mort le 31 décembre 1760, est un haut fonctionnaire et homme politique français.

## Biographie
Jean Moreau est nommé maître des requêtes le 13 octobre 1719, 
Il est incarcéré à la Bastille en mars 1724. Libéré en avril, il est réemprisonné le 29 juin suivant.
Intendant du Hainaut à Valenciennes de 1727 à 1743, puis intendant de Lille de 1743 à 1754, il est parallèlement intendant des Flandres de mai 1745 au 18 octobre 1748, pendant l'occupation française.
Il est nommé contrôleur général des finances en remplacement de Jean-Baptiste de Machault d'Arnouville le 30 juillet 1754. Il conserve cette fonction jusqu'au 24 avril 1756. Il poursuivit une politique économique audacieuse, proche du libéralisme, tout en essayant de redresser les finances royales. Sa principale décision sera traduite par l’édit du 17 septembre 1754, instaurant la libre circulation des grains et farines dans le royaume, ainsi que leur libre exportation dans les années d’abondance. Disposant de la confiance du roi, ministre d'État en 1755, il fut consulté sur le renversement des alliances. 
Il est membre honoraire de l'Académie des sciences le 14 juillet 1755, vice-président (1756) puis président (1757) de l'Académie.
En 1710, il achète la terre de Cuvilly (Oise), qui appartenait aux seigneurs de Séchelles (à Cuvilly). Il y fait construire, dans les années 1740, un château, de style classique français, à la place du château féodal. Il se fait dès lors appeler « Moreau de Séchelles ». Le domaine possède une exploitation agricole assise sur le terroir de Cuvilly. La ferme est au centre de la bassecour ; le colombier, construit en brique possède 1 500 trous de boulins.
Moreau de Séchelles est victime d'une congestion cérébrale, en mars 1756, et François Marie Peyrenc de Moras, son gendre, est désigné par Louis XV pour le remplacer.
Les îles Seychelles, cédées à la Compagnie française des Indes orientales en 1756, ont reçu leur nom en son honneur.
Sa fille Marie Hélène Moreau de Séchelles (1715-1798) épousa René Hérault, lieutenant général de police. De ce mariage est né Jean-Baptiste Martin Hérault de Séchelles (1737-1759), ami d'enfance de Louis-Antoine de Bougainville et père du conventionnel Marie-Jean Hérault de Séchelles. Il est toutefois admis que le père biologique de Jean-Baptiste Martin était Louis Georges Érasme de Contades (1704-1793), maréchal de camp et futur maréchal de France, dont Hélène Hérault était alors la maîtresse.